# 石佛乡 (仪陇县)
石佛乡，是中华人民共和国四川省南充市仪陇县曾经下辖的一个乡。2019年9月，撤销石佛乡和周河镇，将其所属行政区域划归马鞍镇管辖。

## 行政区划
石佛乡撤销前下辖以下地区：
田湾村、龙金村、强华村、新春村、石板村、钱粮村、继红村、旭日村、青松村、金龙村、平鸽村、光明村和双祠村。